# Баритобетон
Баритобето́н  — особливо важкий бетон (густина 3300-3500 кг/м³), у якому заповнювачем служить барит або баритова руда або їх суміш з металевим скрапом. 
Застосовується для захисту персоналу, що обслуговує ядерні реактори, від радіоактивного випромінювання.